# Motorola Timeport

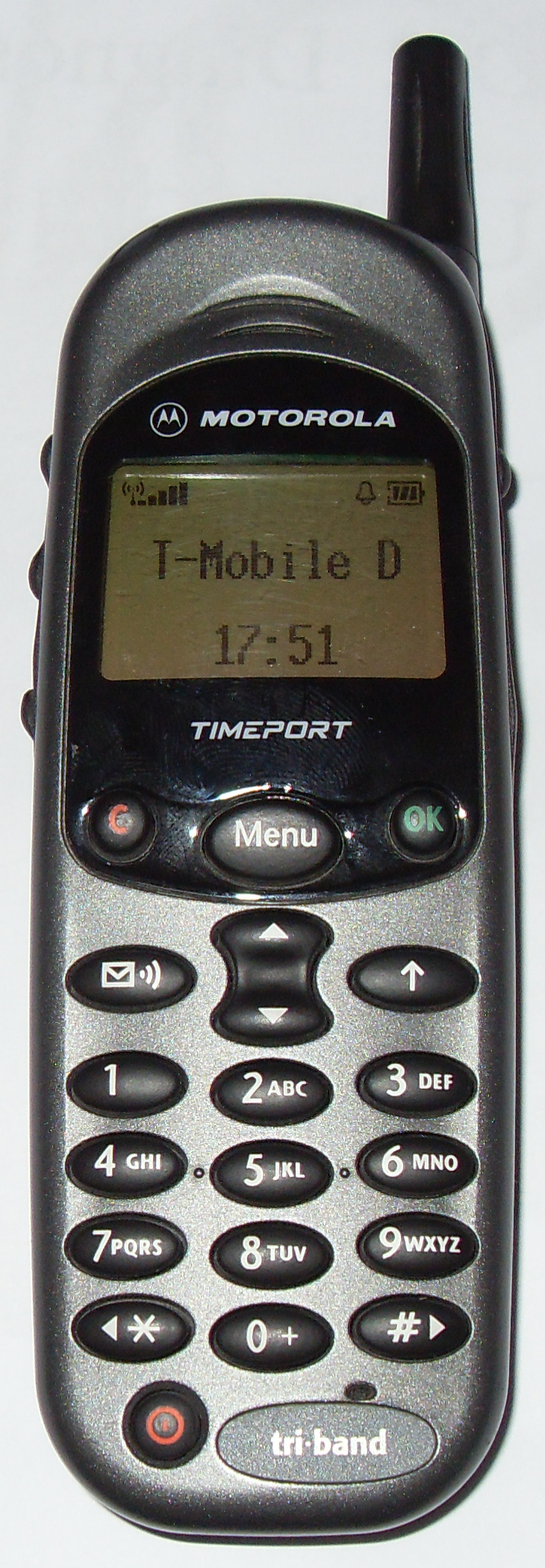
Motorola Timeport L7089

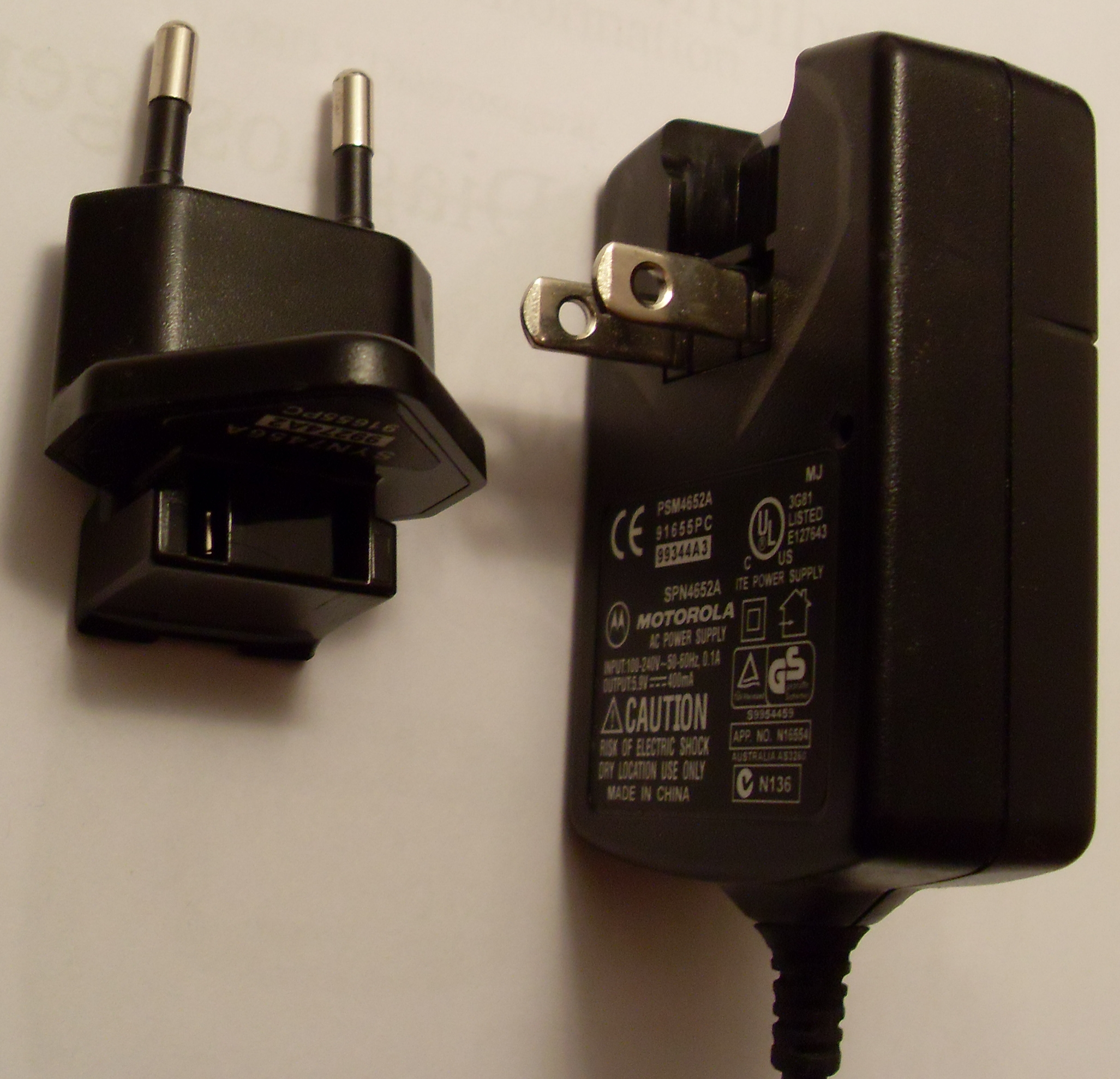
Ladegerät zum Timeport mit Steckerkombinationen

Das Motorola Timeport L7089 war das weltweit erste Triband-Mobiltelefon auf dem Markt. Mit den unterstützten Frequenzbändern von 900, 1800 und 1900 MHz ist es somit in Europa, in Teilen von Asien und in den USA einsetzbar. Dieses Mobiltelefon wurde von Motorola als Business-Handy vertrieben und im Jahre 1999 erstmals verkauft.

## Ausstattung
Das Handy hat eine Größe von 158 × 45 × 24 mm³ und ein Gewicht von 108 Gramm. Es hat ein einfarbiges grünes LC-Display mit vier Zeilen das mit 96 × 54 Pixel aufgelöst ist und verfügt über elf unveränderbare Ruftöne. Die weitere Ausstattung besteht in einer Infrarotschnittstelle, einer seriellen RS-232 Schnittstelle und der Anschlussmöglichkeit eines Headsets. Die Außenantenne kann abgeschraubt und durch eine andere ersetzt werden. An der linken oberen Ecke gibt es eine Netz-/Status-Anzeige in Form einer blinkenden LED. Es hat neben den üblichen, relativ groß dimensionierten Tasten eine Schnellmenütaste und eine Mailboxtaste auf der Vorderseite. An der linken Seite befinden sich zwei Lautstärketasten und die Telefonbuchtaste, an der rechten Seite ist die Taste zum Aufnehmen angebracht. Bis zu drei Minuten lange Mitteilungen und Gesprächsabschnitte können mit dem Handy aufgezeichnet werden. Die Tastensperre wird durch gleichzeitiges Drücken der * und der # Taste aktiviert. Des Weiteren unterstützt das Handy eine Sprachsteuerung mit der programmierte Telefonnummern gewählt werden können.
Das Reiseladegerät unterstützt 110 V mit 60 Hz und 220 V mit 50 Hz und besitzt europäische und amerikanische Steckertypen, ein Tischladegerät ist zusätzlich erhältlich.

## Beurteilungen
Das Mobiltelefon wurde von der Zeitschrift test der Stiftung Warentest Ausgabe 12/1999 mit gut (1,7) bewertet. Im Test befanden sich 20 Mobiltelefone, von denen 17 mit gut und drei mit befriedigend beurteilt wurden. In sechs weiteren Zeitschriften, unter anderem dem Connect Magazin wurde das Handy ebenfalls positiv bewertet. In vielen Testberichten in Internetforen fiel das Telefon vor allem durch seine relativ umständliche Bedienung und Menüführung sowie dem Fehlen von sonst üblichen Ausstattungsmerkmalen wie Kalender, Wecker, Taschenrechner oder Währungsrechner negativ auf, dagegen wurde die gute Empfangsleistung und Sprachqualität positiv erwähnt.